# 白黒テレビ

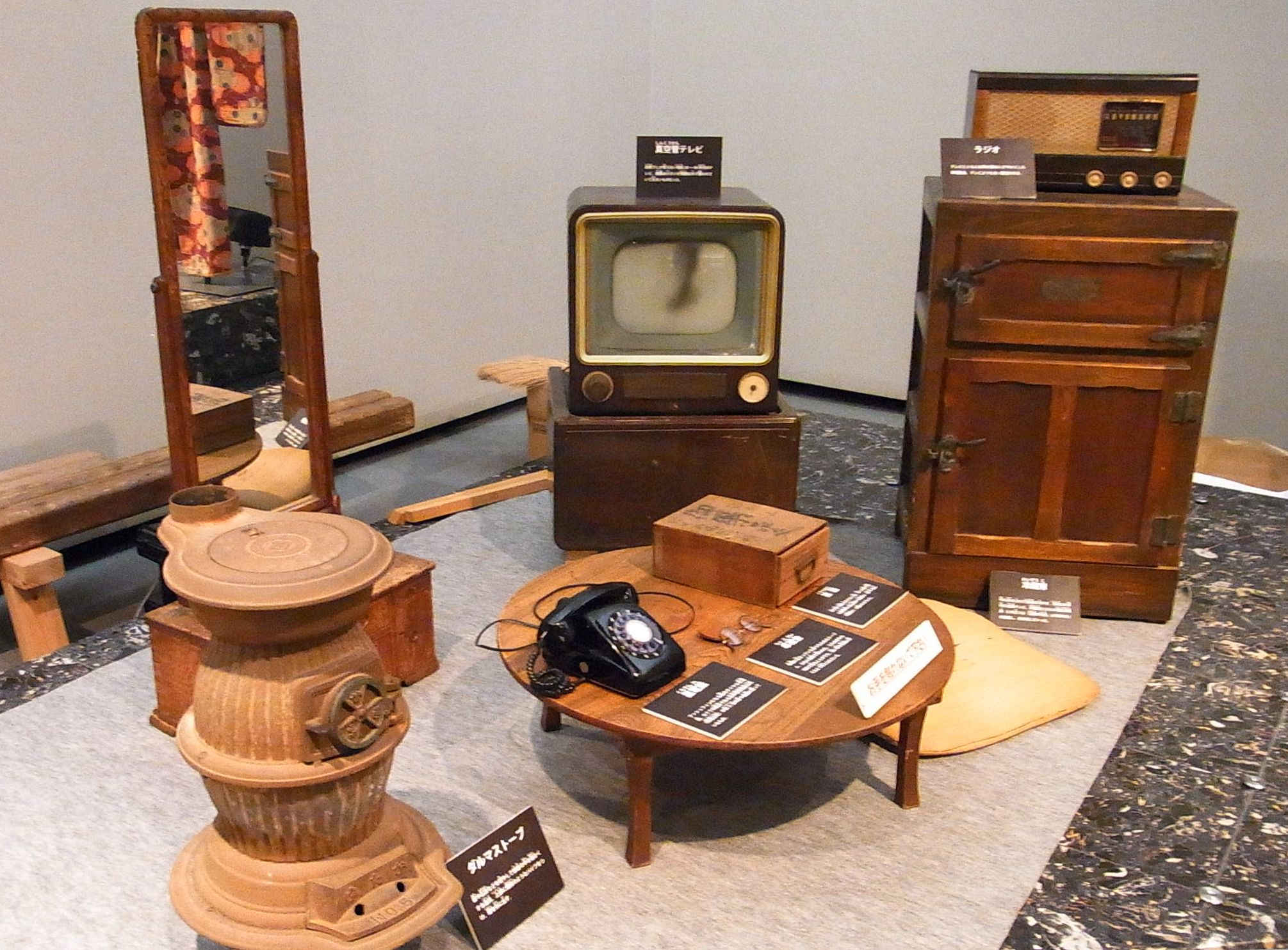
府中市郷土の森博物館常設展示室にある真空管テレビ（2010年8月31日撮影）

白黒テレビ（しろくろテレビ）とは､映像が白黒であるテレビ放送あるいは受像器。
白黒テレビ放送の搬送波では輝度の信号が送られ、受像器で信号を変換し画像を作る。

## テレビ放送の実験と実用化
1925年、イギリスのジョン・ロジー・ベアードやアメリカのチャールズ・フランシス・ジェンキンスらが各々白黒テレビの実験を行った。
既にカラーテレビの構想も存在しており、3年後の1928年にはジョン・ロジー・ベアードが三原色の色フィルターを用いたカラーテレビの実験を行っている。
この間、1926年に日本の高柳健次郎が初めてブラウン管を用いた受像機に「イ」の文字を受像することに成功している。
1937年にはイギリスのBBCが世界初の白黒テレビの放送（走査線40本）を開始。
1940年にはCBSのP.C.ゴールドマークが走査線343本、120フィールド方式のカラーテレビの実験を行い、1941年にCBSは連邦通信委員会（FCC）にカラーテレビ方式を出願したがフリッカー（ちらつき）が多く解像度にも難があり却下されている。
同時期の1940年から1941年にかけ、NTSC（National Television System Committee）が白黒テレビの標準方式を走査線525本、60フィールド方式に決定し、アメリカで白黒テレビの放送が開始された。
こうして白黒テレビが実用化された。一方で1939年には第二次世界大戦が勃発したためカラーテレビ研究は中断を余儀なくされた。

## 白黒テレビの普及と転換

### アメリカ合衆国
1949年になるとアメリカ合衆国では放送局107局、受信機台数1050万台に達して白黒テレビは急速に普及した。このような状況からFCCはカラーテレビの導入にあたり白黒テレビと同じ6MHzバンドを使用する方式が望ましいとして新たな方式の公募を実施した。
同年、CBSがフィールド順次方式、CTIが走査線順次方式、RCAがドット順次方式の新たな方式を発表し、1950年10月にFCCは色再現性に優れるCBS方式を採用することを正式決定した。1951年7月にCBSは世界初のカラーテレビ放送を開始した。
しかし、CBS方式にはアメリカの無線工業会など業界団体が反発し、カラーテレビ受信機の生産を中止。CBSは無線機メーカーを買収して受信機生産を行い対抗したが、朝鮮戦争の勃発により防衛動員局が新規のカラー受像機の生産を中止させたためカラーテレビの放送は3か月で終了となった。
1953年7月にNTSCがカラーテレビ標準規格を定め、12月にFCCがアメリカの標準方式をNTSC方式とすることを正式決定。1954年からカラー放送が本格的に開始された。

### 日本
日本では1953年2月1日にNHK東京で本放送が開始され、8月28日には、民間のテレビ放送会社の日本テレビが開局した。当初は非常に高価なものであったため、日本テレビは街頭テレビを大量に設置して、CM収入によるビジネスモデルを成立させた。
その後、1950年代後半から1960年代前半にかけて一般家庭に普及していったが（特に1959年の皇太子明仁親王と正田美智子の結婚の儀は、普及の大きなきっかけとなった）、この間1960年にカラー本放送が始まり、1960年代後半からカラー化の波に押されるようになる。1970年代に入るとほとんどの番組がカラーで放送されるようになり、1971年10月10日にはNHK総合での放送を全面的にカラー化し、翌1972年にはNHKのカラー契約数が普通契約（白黒テレビ用契約）数を上回った。わずかに残った白黒制作での番組も1977年9月30日のNHK教育での放送が最後となり、以降は再放送等を除きカラー放送に完全移行した。NHK受信料の白黒テレビ用契約（普通契約・衛星普通契約）も2007年9月末で廃止となった。
現在のテレビ放送では、過去（1970年代前半頃まで）の映像などモノクロで収録された映像媒体を放映する場合や、演出上の意図といったごく限られたケースを除き、白黒放送は行われていない。ただし、白黒テレビ単体での放送視聴は2011年7月24日のアナログ放送停波（岩手県・宮城県・福島県は2012年3月31日、デジアナ変換付環境であれば最長2015年4月30日）まで可能であった。また、RFモジュールを介してデジタルチューナーに接続すればデジタル放送の視聴も可能である。
ラテカセ・ポータブルテレビにおいては、前者が1980年代（昭和期）まで、後者が平成期を含む1990年代まで白黒タイプも製造・販売されていた。また、UHF受信回路を備えない機種（VHF専用）も、1980年代まで生産されていたこともあった。